# Extraordinary You
Extraordinary You (hangul: 어쩌다 발견한 하루; RR: Eojjeoda Balgyeonhan Haru) är en sydkoreansk TV-serie som sändes på MBC från 2 oktober till 21 november 2019. Kim Hye-yoon och Rowoon spelar huvudrollerna.

## Rollista (i urval)
- Kim Hye-yoon som Eun Dan-oh
- Rowoon som nummer 13 13 / Ha-ru
- Lee Jae-wook som Baek Kyung
- Lee Na-eun som Yeo Joo-da
- Jung Gun-joo som Lee Do-hwa
- Kim Young-dae som Oh Nam-joo
- Lee Tae-ri som Jinmichae / Geum Jin-mi